# تپه پشت خورتاو ۲
تپه پشت خورتاو ۲ در شهرستان هرسین، بخش بیستون، دهستان شیرز، ۱۸۰۰ متری ضلع شرقی روستای سرماج حسین خانی واقع شده و این اثر در تاریخ ۲۶ اسفند ۱۳۸۷ با شمارهٔ ثبت ۲۵۷۱۵ به‌عنوان یکی از آثار ملی ایران به ثبت رسیده است.